# 스텐 기관단총

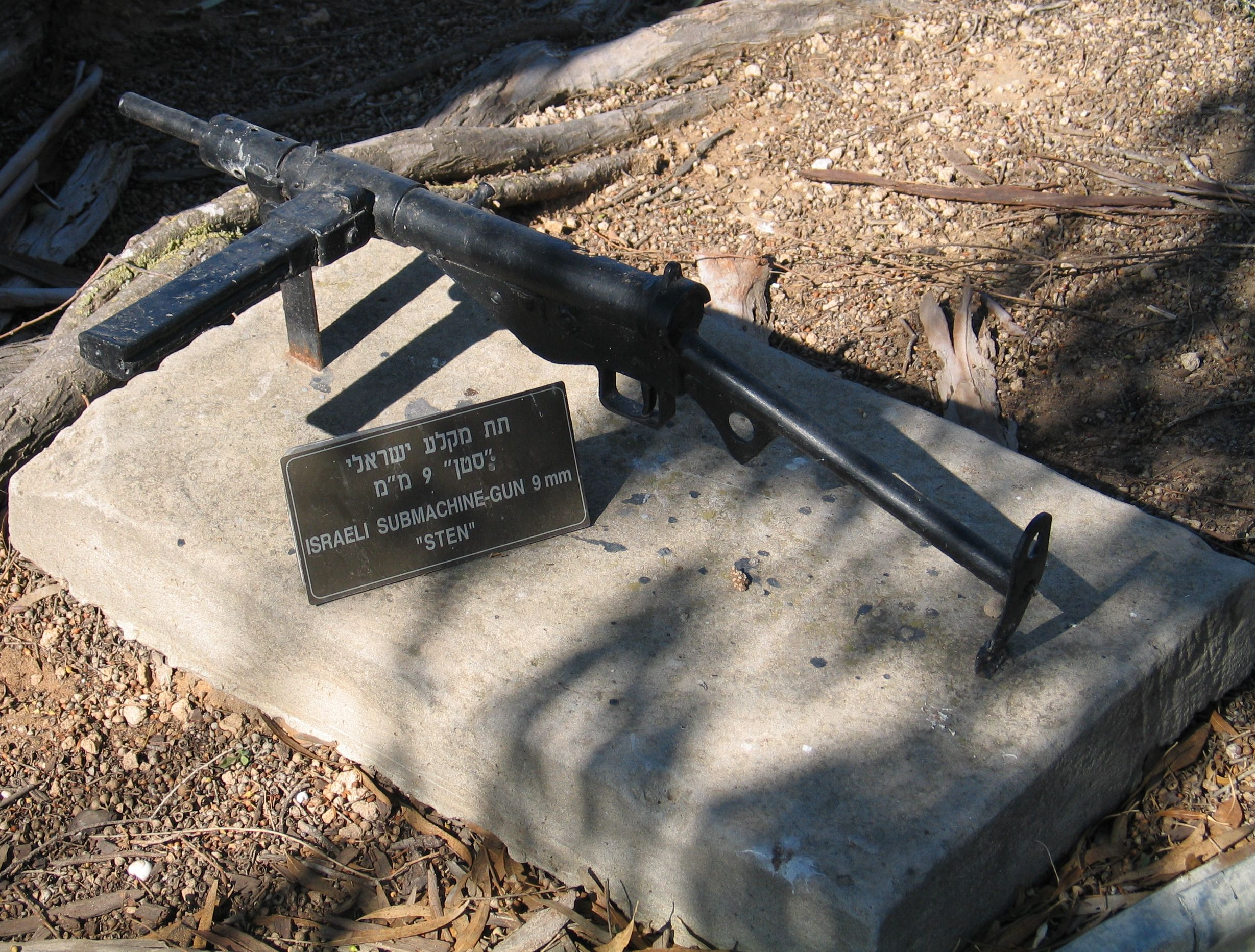
스텐 Mk Ⅲ 기관단총

스텐 기관단총(Sten, Sten gun)은 제2차 세계 대전과 한국 전쟁 기간 동안 주로 영국 및 영연방 국가에 의해 사용된 9mm 기관단총 계열이다. 스텐의 특징으로는 주 재료가 쇠파이프와 스프링 이였을 정도의 단순한 디자인과 구두 두 켤레 만큼 저렴한 가격을 들 수 있다. 스텐(STEN)이란 이름은 두문자어(acronym)로서, 스텐 설계자인 레지널드 셰퍼드 소령(Maj. Reginald Sheperd)과 해롤드 터핀(Harold Turpin), 그리고 왕립 소화기 제조창이 위치한 엔필드(ENfield-지역명)의 앞글자를 따서 만들었다. 1940년대에 걸쳐 약 4백만 정 이상의(후기 개량형을 포함하여) 스텐이 제조되었다.이 총은 구조가 매우 간단하기 때문에 한번 놓치면 총알이 계속 발사되어 죽음의 탭댄스라는 별명이 붙었다.

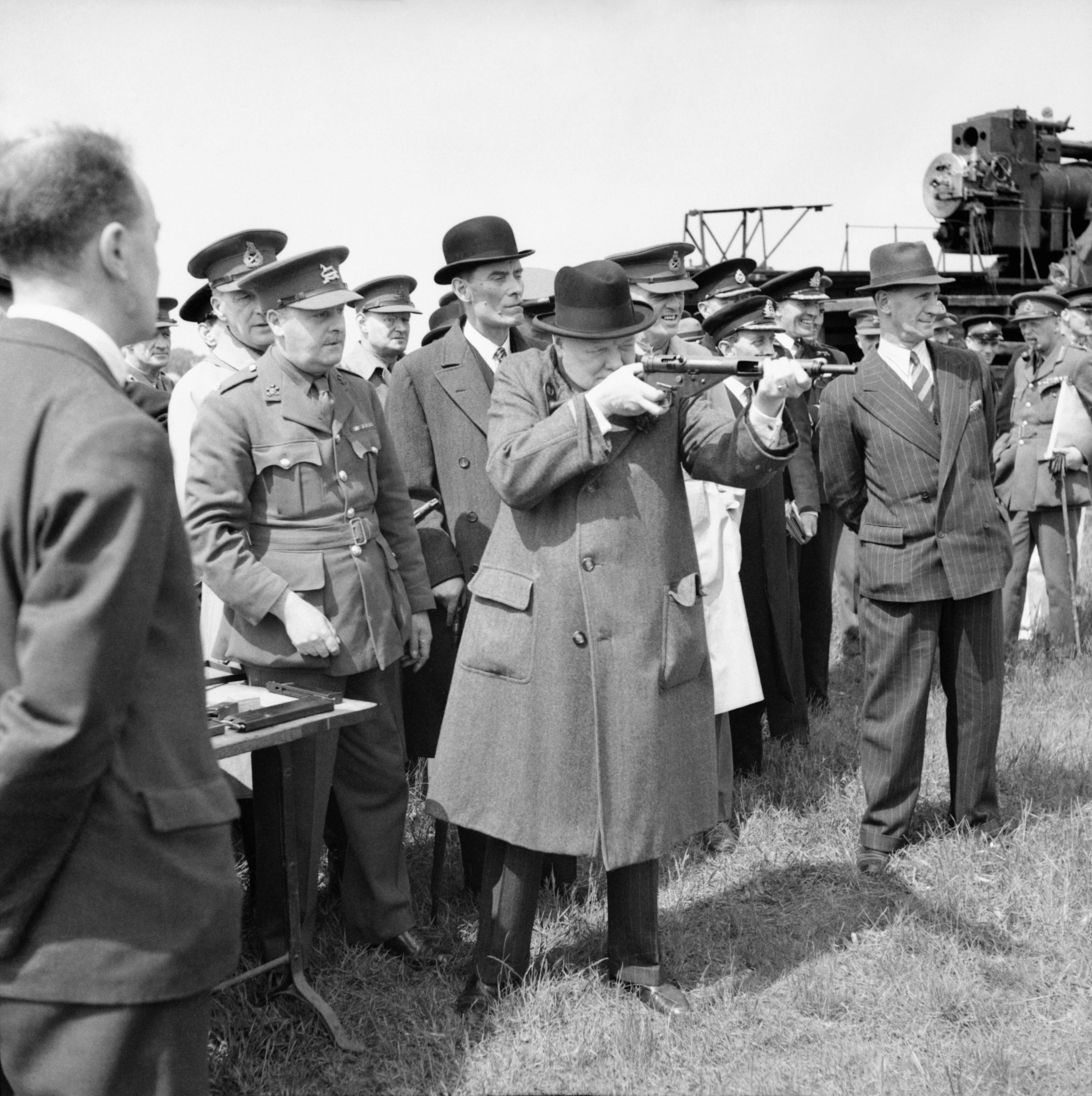
스텐을 들고 포즈를 취한 윈스턴 처칠. 다만 이렇게 총열을 잡고 쏘았다가는 손에 화상을 입게 된다.

- Mk I: 스텐의 초기형으로 잡고 쏠 수 있도록 손잡이가 있었으나 탄 걸림이 심하여 Mk Ⅱ로 교체되었다.
- Mk Ⅱ: 스텐의 군용 버전으로 개머리판이 바뀌고 손잡이가 없어졌다. 그리고 Mk I에 있던 탄 걸림 현상이 많이 줄어들었다. 영국 군용으로 쓰였다. 제일 많이 생산된 모델이다.
- Mk Ⅲ: Mk Ⅱ에서 개머리판이 바뀐 모델이다. 이 모델은 레지스탕스, SAS 대원들을 위해 만들어진 모델이다.
- Mk Ⅲs: 레지스탕스와 SAS들은 특별한 임무를 수행해야 되는 경우가 있었다. 그래서 이 모델은 소음기가 장착되어 있다.
- Mk Ⅳ: 이 모델도 Mk Ⅲ처럼 공수부대를 위한 모델이다. 개머리판이 접철식으로 되어 있다. 그러나 실제로 생산되지는 않았다.
- Mk Ⅴ: 스텐의 고급화 모델로 기존 Mk Ⅱ에 목재 손잡이와 권총 손잡이를 단 모델이다. Mk Ⅱ를 대체하기 위해 만들어졌다. 소음기와 대검을 장착할 수 있다. 제2차 세계대전이 끝난 뒤에도 사용되었다.
- Mk ⅥS: 기존 Mk Ⅴ에 소음기를 장착한 모델이다.

## 같이 보기
- 한국 전쟁
- 제2차 세계 대전
- 베트남 전쟁
- 스털링 기관단총
- 톰슨 기관단총
- M3 그리스건
- MP 3008 나치 독일에서 대전 말 국민돌격대에게 지급한 기관단총, 스텐하고 비슷함, 다만 수직탄창과 재밍현상이 본작보다 심하다.
- MAS 38
- PPS 43